# Paniya
Paniya är ett dravidiskt språk, som talas av 94 000 personer i de indiska distrikten Wayanad, Kozhikode, Kannur och Malappuram i delstaten Kerala, väster om Nilgiribergen i delstaten Tamil Nadu samt i Coorg i delstaten Karnataka.